# Christoph Friedrich I. von Bismarck

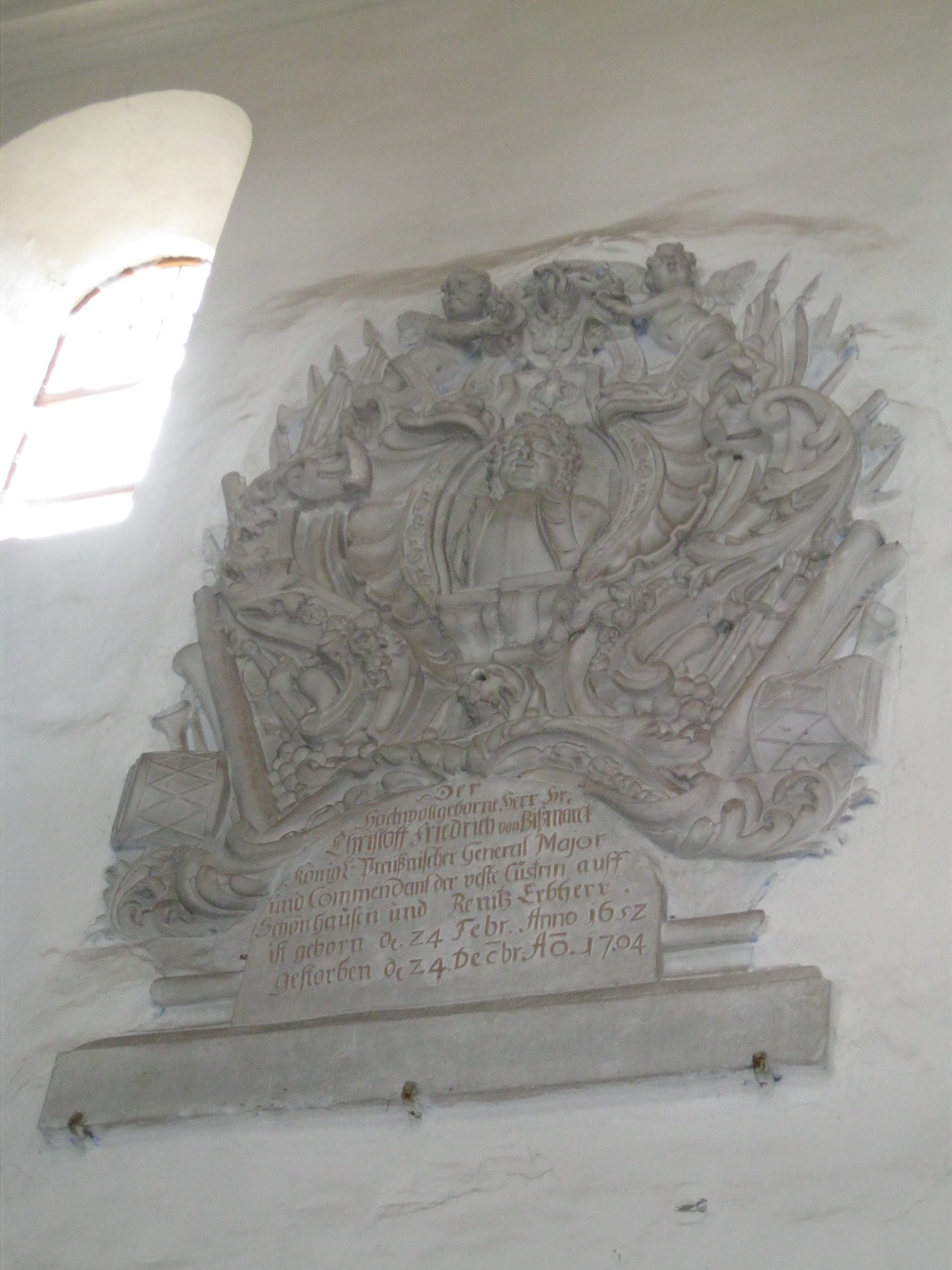
Chr. Fr. v. Bismarck Epitaph in der Kirche St. Marien und Willebrord

Christoph Friedrich I. von Bismarck (* 24. Februar 1652 in Havelberg; † 24. Dezember 1704 in Schönhausen) war ein preußischer Generalmajor und Kommandant der Festung Küstrin, zudem der erste preußische General des Bismarckschen Geschlechts sowie Erbherr von Schönhausen, Fischbeck und Renitz.

## Leben
Seine Eltern waren Valentin Busso von Bismark (* 15. September 1613; † 17. Mai 1679) und dessen erster Ehefrau Anna Katharina von Bardeleben († 5. März 1672).
Er begann seine Laufbahn in holländischen Diensten und kämpfte 1674 bei Sennef gegen den Prinzen Louis II. von Condé. Nach der Schlacht bei Fehrbellin durfte er die eroberten Fahnen und Standarten der Schweden in die Residenz bringen. In der Folge kämpfte er gegen die Schweden, so agierte er 1678 als Major bei der kurzzeitigen Eroberung der Insel Rügen. Dies wurde mit Rangerhöhungen und der Belehnung von Gutsanteilen in Schönhausen 1685 belohnt.
Christoph Friedrich gehörte zu jener Hilfsmacht, die der brandenburgische Kurfürst Friedrich Wilhelm dem Kaiser schickte und beteiligte sich an der Belagerung von Ofen, dem heutigen Budapest.
Er wurde am 29. Juni 1690 Oberst im Regiment Marwitz. Dazu am 4. Oktober 1690 Kommandant der Festung Küstrin. Seine Beförderung zum Generalmajor erhielt er am 10. Mai 1704. Er starb aber bereits am 24. Dezember 1704. Er wurde in der Dorfkirche St. Marien und Willebrord von Schönhausen am 13. Februar 1705 beigesetzt.
Sein Epitaph befindet sich noch heute in der Kirche zu Schönhausen in der Altmark.

### Familie
Er war zweimal verheiratet. Seine erste Frau wurde am 24. Januar 1681 Margarethe von der Asseburg (* 24. Februar 1652; † 18. Dezember 1698). Das Paar hatte fünf Söhne und acht Töchter, darunter:
- Busso Ludwig (* 29. Januar 1682; † 1714)
- Ludolf August (* 21. März 1683; † 15. Oktober 1750), russischer Generalleutnant
- Christoph Friedrich II. (1686–1688)
- Georg Friedrich III. (* 13. Juni 1696; † 1737)

Seine zweite Ehefrau wurde am 21. Januar 1700 Margarethe Helene von Wulffen (* 4. Juli 1670; † um 1746) aus dem Haus Tempelberg. Sie war die Tochter von Georg Rudolf von Wulffen. Das Paar hatte eine Tochter Anna Margarete von Bismarck (1702–1704).